# Церковь Вознесения (Иерусалим)
Церковь Вознесения (нем. Himmelfahrtkirche) — немецкая лютеранская церковь в больнице Августа Виктория в Иерусалиме. Находится на Масличной горе.

## История
Во время визита германского императора Вильгельма II (когда состоялось освящение другой лютеранской церкви — церкви Спасителя) немцы, проживающие в городе, обратились монарху с просьбой о помощи в строительстве центра для паломников, прибывающих в Святую Землю, и больницы при нём. При содействии императора и его супруги в Германии был создан фонд для создания данного комплекса. Сперва был приобретён земельный участок, а затем по проекту немецких архитекторов построены церковь, приют для паломников и госпиталь. Больница была названа в честь императрицы — Августа Виктория, и это название сохраняется за ней до настоящего времени. Часто так называют весь комплекс.

## Описание
Здание построено в стиле, характерном для средневековых церквей. Основной корпус имеет три продольных нефа, пересечённых в алтарной части трансептом. Церковь имеет башню высотой 65 метров, на которой находятся четыре больших колокола:
- Herrenmeister (6120 кг)
- Deutscher Kaiser (2730 кг)
- Kaiserin (1630 кг)
- Friede (1072 кг)

## Интерьер

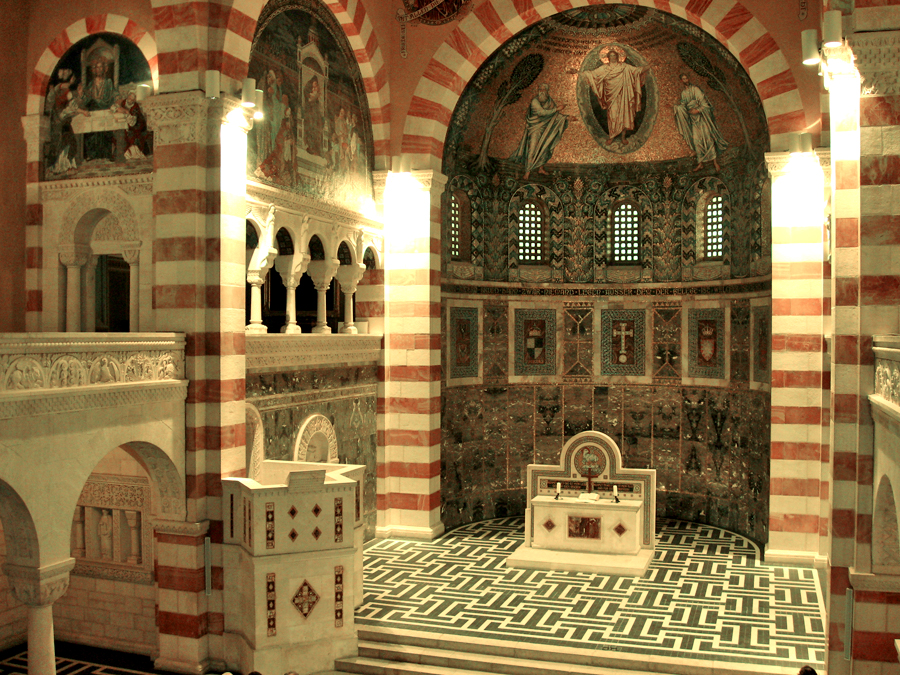
Вид на алтарь и кафедру проповедника

В отличие от церкви Спасителя, где мозаики появились только после последней реконструкции, церковь Вознесения изначально была богато украшена. В итоге её оформление напоминает скорее католическую, чем евангелическую церковь. Вместе с тем, эти росписи представляют собой великолепный образец лютеранского изобразительного искусства.

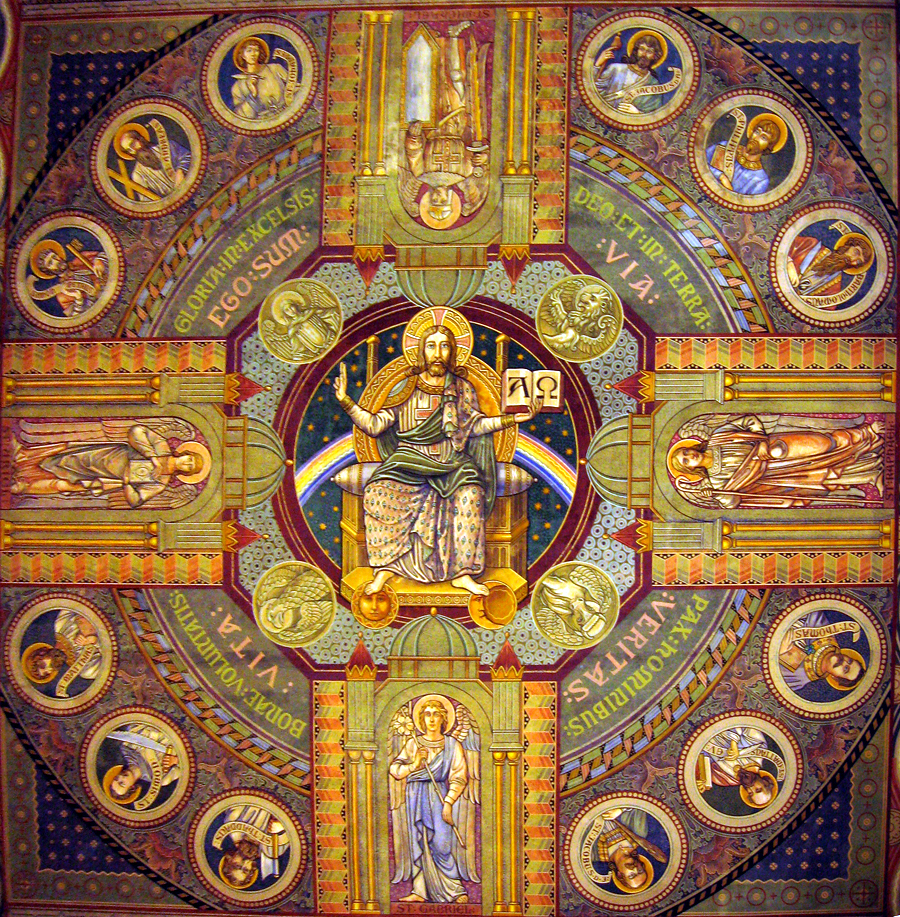
Мозаика, изображающая Христа Вседержителя

Над хорах находятся изображения ктиторов церкви — императора Вильгельма II и Августы Виктории, окружённых паломникам. Супруги держат в руках макеты церквей. Здесь же изображены средневековые германские императоры и вожди крестоносцев — Конрад III, Фридрих I Барбаросса, Фридрих II, Ричард Львиное Сердце, Людовик VII, Филипп II Август, Готфрид Бульонский, Балдуэн I, Балдуэн II и Фульк Иерусалимский. Всё это орнаментировано тевтонской символикой. Эти росписи были созданы художником Шмидтом по эскизам Отто Виттали.
На потолке центрального нефа находится мозаика, изображающая восседающего на троне Христа Вседержителя. Его окружают четыре архангела, четыре евангелиста и двенадцать апостолов. На потолке апсиды изображён Святой Град с Храмом. Изначально мозаика предназначалась для церкви Спасителя в германском городе Герольштайн, однако по решению императрицы была использована в церкви на Святой Земле. Конха алтаря украшена мозаикой Вознесения Господня, выполненной с использованием мотивов аналогичной мозаики собора Святой Софии в Салониках.
Над восточной галереей находятся изображения царя Соломона, пророка Исайи и царя Салима Мелхиседека.

### Комментарии
1. ↑  Территория восточной части Иерусалима контролируется Израилем в результате аннексии, которая не признана большинством стран международного сообщества. Статус восточной части Иерусалима является одной из проблем израильско-палестинского конфликта. См. статьи Политический статус Иерусалима и Восточный Иерусалим.
 В перечень Объектов всемирного наследия ЮНЕСКО Старый город внесён без указания Израиля или палестинского государства, как государственного представителя, в отдельный раздел «Иерусалим», с пометкой об Иордании как стране, инициировавшей внесение объекта в перечень[1].